# Jambudvipa
Jambudvipa (sanskrit: Rosenapfelbaumkontinent) bezeichnet im Hinduismus/Jainismus einen Kontinent der irdischen Welt (Bhurloka), der durch acht Gebirge in neun Gebiete aufgeteilt ist. Das südlichste hiervon heißt Bharata.